# Plumularia opima
Plumularia opima is een hydroïdpoliep uit de familie Plumulariidae. De poliep komt uit het geslacht Plumularia. Plumularia opima werd in 1924 voor het eerst wetenschappelijk beschreven door Bale. 